# Sillgrissla
Sillgrissla (Uria aalge) är en medelstor havsfågel som tillhör familjen alkor. Båda könen är svarta eller mörkbruna på ryggen, huvudet och översidan av vingarna vilket kontrasterar mot den vita buken. Den häckar i kolonier utmed kusterna i de norra delarna av Holarktis. 

## Utseende och läte

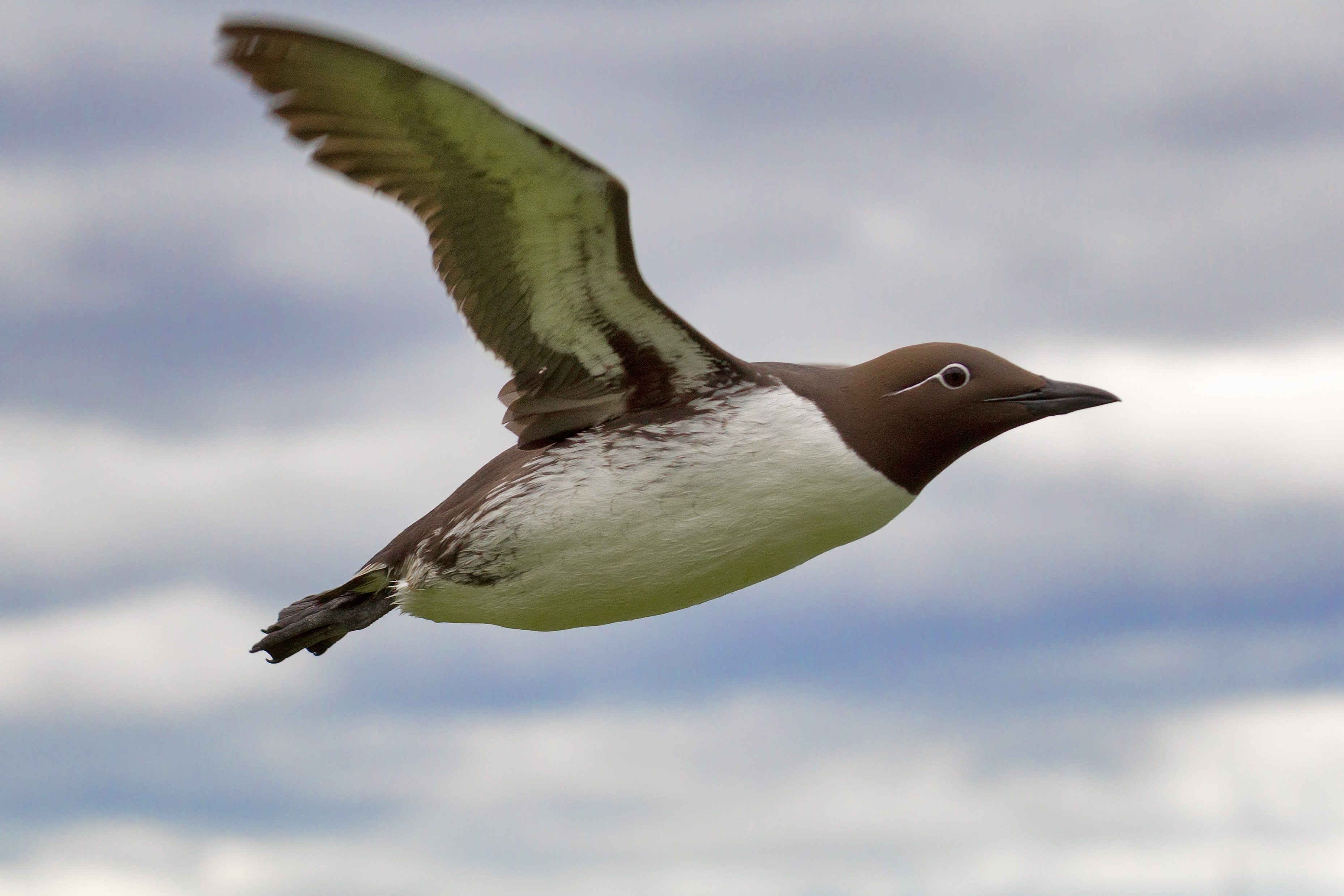
Adult sillgrissla "ringvia" i sommardräkt.

Sillgrisslan är mellan 38 och 46 centimeter lång plus fötterna som sticker ut cirka 4 centimeter. Vingspannet är 61–73 cm och en adult fågel väger normalt runt ett kilo. Könen är lika. På sommaren är den brunsvart på huvud, rygg, stjärt, ovansidan av vingarna och undersidan av vingpennorna. Undersidan är vit liksom undre täckarna. Näbben är lång och spetsig och när den flyger sticker de gråsvarta fötterna ut bakom fågeln. En viss procent (som ökar ju längre norr ut man kommer) har en vit ring runt ögat och ett vitt streck bakåt över kinden kallas för "ringvia". På vintern är även hakan och området bakom ögat vitt.
Vid kolonierna är sillgrisslorna mycket talföra. Främst utstöter de ett upprepande nasalt wha wha wha som går över i ett råmande läte. I flykten är den tyst.

## Utbredning och taxonomi
Den häckar i norra Europa; på Island, i kustbandet i norra Skandinavien, Storbritannien, på den tyska ön Helgoland och längs med stora delar av Atlantkusten, i Asien; i Ryssland, Nordkorea och Japan, i Nordamerika; i Alaska, Kanada, USA och på Grönland. 
Sillgrissla delas in i fem underarter:
- Nordlig sillgrissla[4] (Uria aalge aalge) – häckar i östra Nordamerika, på Grönland, Island, Färöarna, Skottland, södra Norge och i Östersjön
- Brittisk sillgrissla[4] (Uria aalge albionis) – häckar i Storbritannien, Irland, Bretagne, Portugal och nordvästra Spanien
- Arktisk sillgrissla[4] (Uria aalge hyperborea) – häckar på Svalbard, i norra Norge och i norra Ryssland österut till Novaja Zemlja
- Uria aalge californica – häckar på västkusten i Nordamerika från norra Washington till södra Kalifornien
- Uria aalge inornata – häckar i östra Nordkorea, norra Hokkaido, oblastet Sachalin, Kamtjatka, Berings hav, Aleuterna, Alaska och i British Columbia

### Sillgrisslan i Sverige
På Karlsöarna utanför Gotlands sydvästkust finns Sveriges största koloni. 2014 räknades det till 15 700 par på Stora Karlsö, och sedan dess har populationen ökat kraftigt, och antalet par skulle nu kunna vara uppemot det dubbla. Även på Lilla Karlsö häckar tusentals sillgrisslor. Utöver Karlsöarna, häckar sillgrisslan även utmed Västerbottenkusten och på platser i Uppland och Södermanland. Den nordligaste kolonin finns på ön Bonden utanför Västerbottens kust i Kvarken. 
Utöver dessa kolonier finns bara tre ytterligare sillgrisslekolonier i hela Östersjön, Haverörn i Finska viken utanför Finland, och Græsholm (Ertholmene) och Hammeren (Bornholm) i Danmark. Merparten av alla sillgrisslor som häckar i Östersjön övervintrar i de allra sydligaste delarna av Östersjön som exempelvis i Gdansk-bukten. Hanen och ungarna simmar hela vägen till dessa vinterkvarter medan honorna flyger dit senare. 
Räkningar längs svenska kusten visar på en tydlig ökning av sillgrisslor de senaste åren. Även räkningar på Stora Karlsö visar på en tydlig ökning . En studie som använde turistfoton från Stora Karlsö, från 1918 till 2005, visade på en kraftig ökning även längre tillbaka i tiden. Ökningen är troligtvis ett resultat av minskad dödlighet från jakt och bifångst, minskad påverkan från miljögifter, samt god tillgång till föda i Östersjön.

#### Ringmärkning i Sverige
På Stora Karlsö har man ringmärkt sillgrisslor sedan 1913. 2023 hade över 100 000 sillgrisslor ringmärkts i Sverige, majoriteten på just Karlsöarna. I början av 2025 hade man gjort totalt 2026 återfynd av sillgrisslor ringmärkta på Stora Karlsö . 

## Ekologi

### Häckning

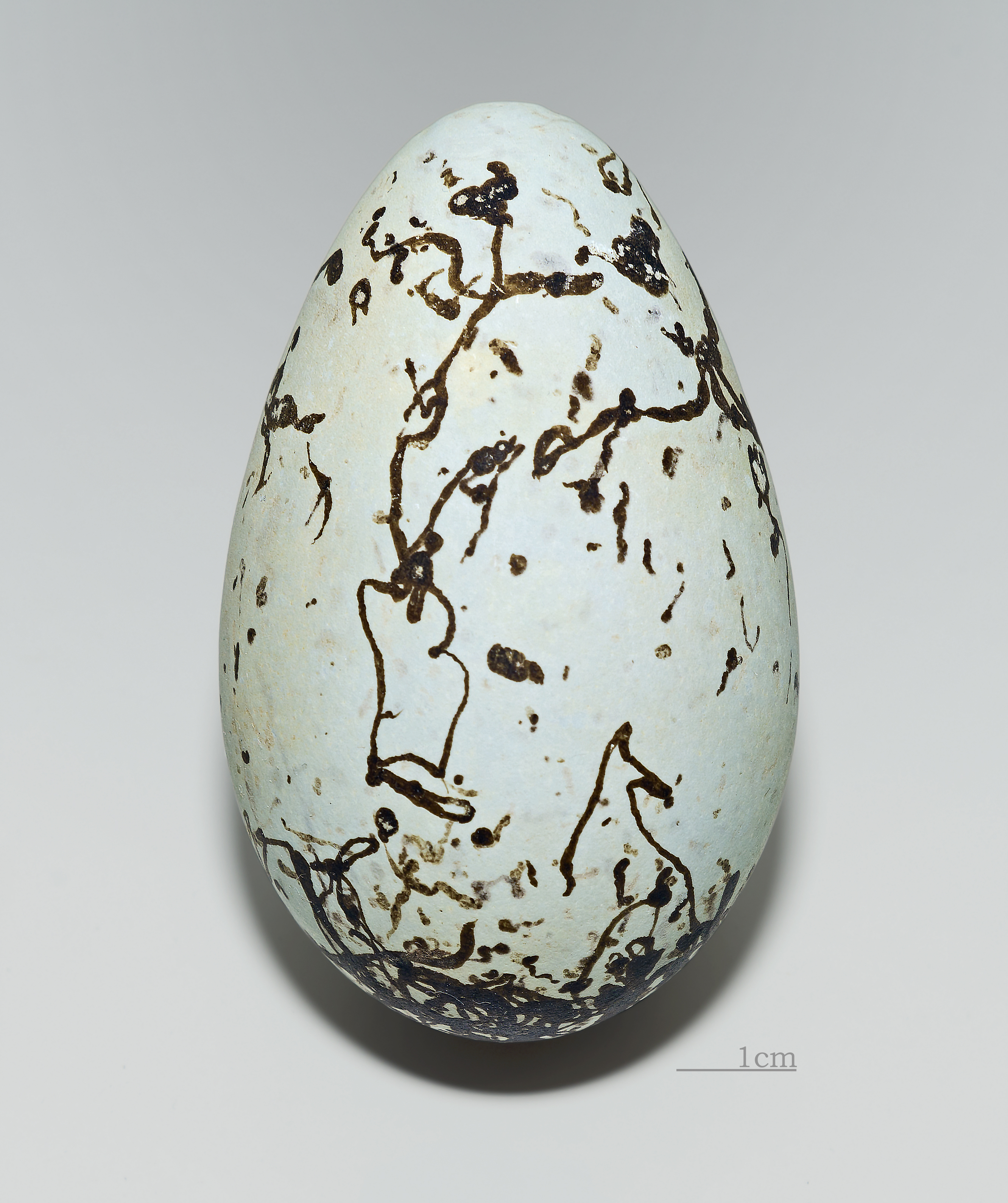
Ägg av sillgrissla, med sin karaktäristiska avlång päronform.

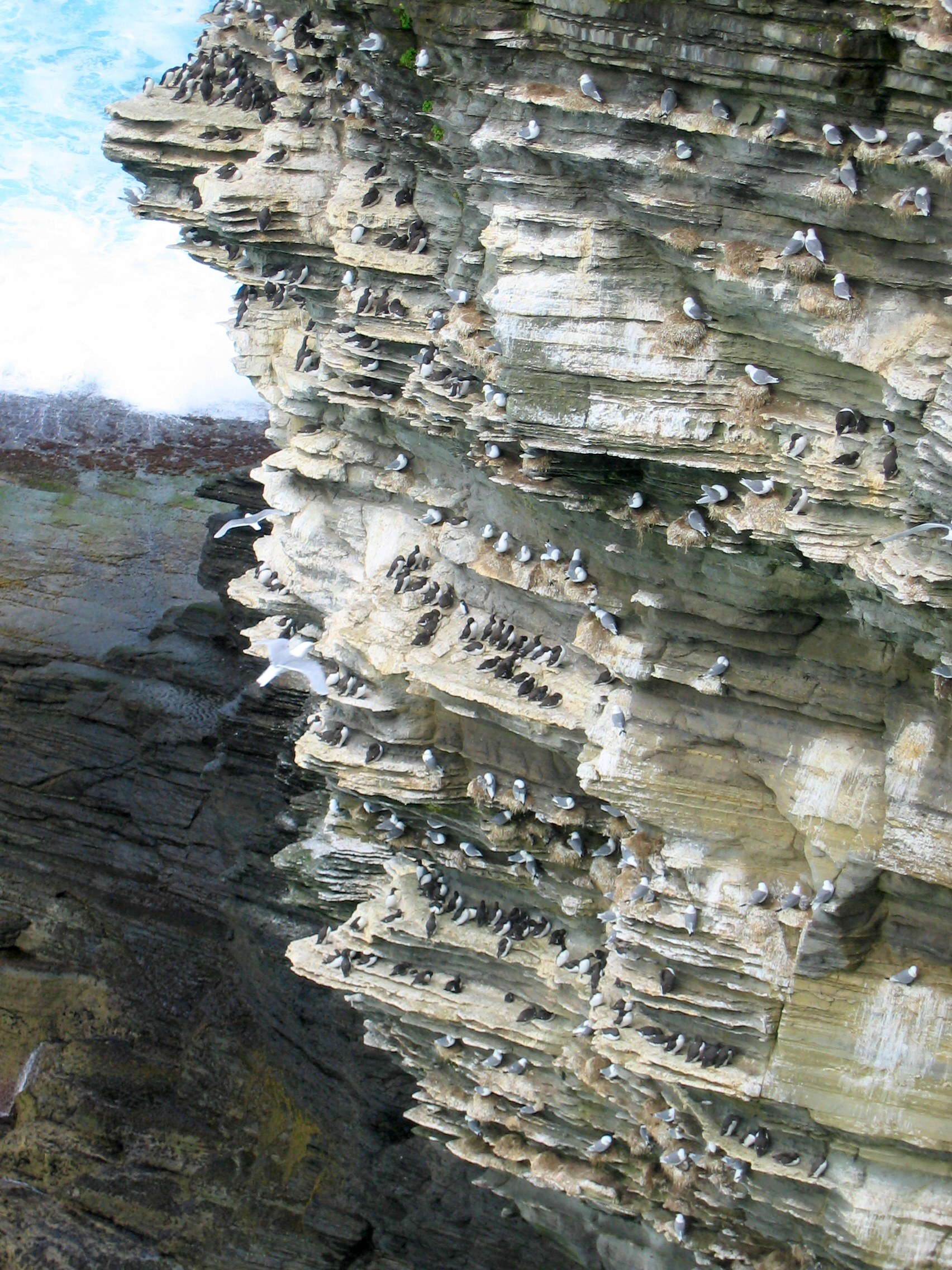
Häckande sillgrisslor i en koloni på ett fågelberg på Orkneyöarna.

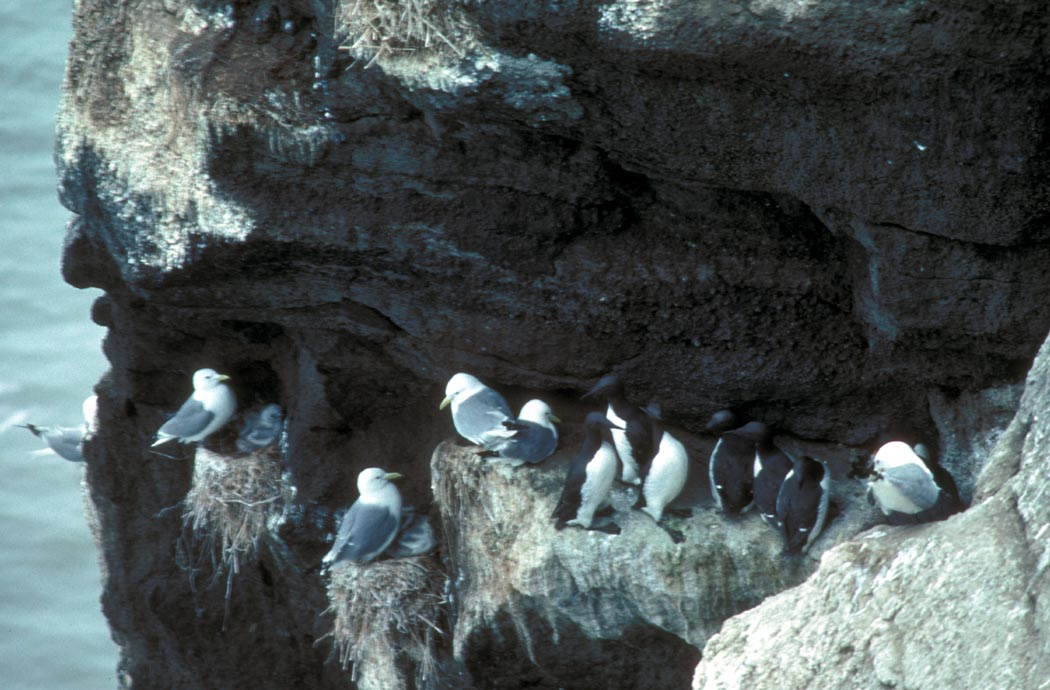
Sillgrisslor i häckningskoloni tillsammans med tretåig mås.

Sillgrisslan häckar i kolonier, som ofta uppgår till tusentals par, på branta så kallade fågelberg. Det enda ägget, som är päronformat, läggs direkt på berghällen. Honan och hanen turas om att ruva ägget och att mata ungen som aldrig lämnas obevakad.
När ungen är ungefär tre veckor (mellan 15 och 30 dagar gammal) och har uppnått en vikt på 15–35 % av den adulta fågelns vikt lämnar den boplatsen tillsammans med en av föräldrafåglarna. Den är då fortfarande flygoförmögen eftersom den inte har utvecklat några hand- eller armpennor. Ungen går då ner i vattnet tillsammans med den ena föräldern eller hoppar ut från klipphyllan om den häckar högre upp i fågelberget och faller, ibland många tiotals meter, kontrollerat ner i vattnet eller på stranden. Tack vare sin fysiologi överlever de flesta fallet (hos Östersjöpopulationen förolyckas mindre än 1 % i fallet) där de omedelbart förenas med sina föräldrar som väntar på stranden eller i vattnet direkt under klipphyllan. Ungen är aldrig skild från sina föräldrar i mer än några sekunder upp till maximalt någon minut. Ibland hoppar ungen tillsammans med föräldern ner från klipphyllan. Därefter lämnar de tillsammans bolokalen och simmar ut till havs. Det är sedan hanen som tar hand om ungen tills den är stor nog att klara sig själv. I Östersjön lämnar ungen bolokalen under sen kväll och tidig natt i skydd av mörker, och under ostörda förhållanden är predation från trutar och liknande mycket ovanligt. De lämnar i regel häckningslokalen under slutet av juni eller i början av juli. Vanligen häckar sillgrisslor inte före fem års ålder.
Man har noterat att sillgrisslor har nyetablerat kolonier i direkt närhet till skarvkolonier, exempelvis i Södermanlands och Stockholms skärgårdar, där sillgrissla så vitt man vet aldrig tidigare har häckat. Man tror att storskarven utgör ett skydd mot rovdjur och predation även för sillgrisslorna. Trots att storskarv och sillgrissla häckar sida vid sida kan de konkurrera om boplatser på lokaler där de båda häckar på klipphyllor.

### Föda
Sillgrisslan är en utmärkt dykare och utnyttjar sina anpassade vingar för att simma. Sillgrisslor kan dyka ner till 80 meters djup i sin jakt, med ett noterat rekord på 180 meter. Fågeln livnär sig på småfisk, i Skandinavien främst skarpsill, men även maskar och andra undervattensdjur. Ungarna matas mest med särskilt feta fiskar, som lodda, sill, skarpsill och tobis.

### Nativitet
Sillgrisslan är den fågel i Sverige som i genomsnitt blir äldst. Den kan bli över trettio år gammal och man har konstaterat häckande sillgrissla som är 38 år. Den i Sverige äldsta sillgrisslan blev 48 år och 11 månader gammal; detta var en fågel ringmärkt 1974 och påfunnen död 2023.

## Sillgrisslan och människan

### Status och hot
Dess utbredning är mycket stort och den globala populationen uppskattas till 18 000 000 individer, varav den europeiska uppskattas till 2 350 000–3 060 000 adulta individer. Den Nordamerikanska populationen ökar vilket även är fallet bland många populationer i Europa, däribland Storbritanniens, som omfattar nästan hälften av Europas alla sillgrisslor. Däremot har Islands population, som omfattar nästan en fjärdedel av Europas sillgrisslor, minskat kraftigt under 2000-talet. Trots detta bedöms inte arten vara hotad utan kategoriseras som livskraftig av IUCN.

#### Östersjöns sillgrisslor
Ett hot mot sillgrisslan under främst vintern är att många fåglar fastnar i fiskenät och drunknar. Så mycket som 29,2% av alla ringmärkta sillgrisslor i Östersjön återfinns döda i fiskenät. Utifrån dessa siffror tror man att minst 1 500 fåglar årligen dör i fiskenät i Östersjön. Ett annat hot, som för många havsfåglar, är fisketrycket på bytesfisken. Sillgrisslans populationsutveckling följer födofiskbeståndens utveckling (i Östersjön skarpsillen), så när det finns lite bytesfisk finns det också få sillgrisslor.

### Namn
På Gotland har arten dialektalt kallats spissnäbb.